# De Sims 3: Jaargetijden
De Sims 3: Jaargetijden (Engels: The Sims 3: Seasons) is het achtste uitbreidingspakket voor De Sims 3. In België en Nederland kwam dit spel op 15 november 2012 in de winkel.
Jaargetijden bevat onderdelen uit De Sims 2: Seizoenen en aliens, bekend van het basisspel De Sims 2.

## Gameplay

### Seizoenen
Het pakket voegt de vier seizoenen: herfst, winter, lente en zomer en weereffecten aan het spel toe. Enkel in de buurten die toegevoegd zijn met Wereldavonturen: Al Simhara, Shang Simla en Champs Les Sims, zijn geen weereffecten en seizoenen mogelijk.
De lengte van de seizoenen kan door de speler per seizoen aangepast worden. De speler kan ook kiezen welke seizoenen en weereffecten (regen, mist, wind, onweer, sneeuw en hagel) er voorkomen en welke niet.
Bij elk seizoen hoort een verschillend festival dat in het Stadspark van elke stad opgebouwd wordt. Daar staan telkens eet- en drankkraampjes en zijn diverse activiteiten te doen. Wanneer een Sim een activiteit doet, krijgt hij of zij een festivalticket. Deze kaartjes kunnen ingeruild worden voor prijzen en cadeaus.
Voor de vier seizoenen is er telkens ook een feestdag. Op een feestdag hoeven sims niet naar school of het werk.

#### Herfst
Tijdens de herfst is het Herfstfestival in de stad georganiseerd. De feestdag die in de herfst gevierd wordt is Spookdag en kan vergeleken worden met Halloween. Sims hebben de mogelijkheid zich te verkleden met nieuwe maskers, kleding en schmink. Tijdens het festival zijn verschillende activiteiten mogelijk zoals appelhappen, Lollig Lekkers (trick-or-treat) en het bezoeken van een spookhuis. Pompoenen kunnen worden uitgehold en gebruikt als feestverlichting.
De bladeren van de loofbomen worden bruin, rood of geel en vallen op de grond. Hagel, mist en regen kan in dit seizoen voorkomen en soms is er een harde wind.

#### Winter
Gedurende de winter is het Winterfestival in de stad. Sims kunnen er snowboarden en schaatsen. Om het niet te koud te hebben, moeten Sims zich aankleden met de nieuwe buitenkleding zoals jassen. 's Winters kunnen de Sims last krijgen van griep, om dit te vermijden kunnen ze zich laten vaccineren in het ziekenhuis. Sims hebben ook de mogelijkheid om in het ijskoude zeewater te zwemmen. Huizen kunnen versierd worden met kerstverlichting en Sims kunnen op Sneeuwvlokdag (Kerstmis), thuis pakjes openen.
Het sneeuwt soms en de vijvers en meren vriezen dicht. Met de sneeuw kunnen Sims sneeuwballengevechten houden, een sneeuwpop of een sneeuwengel maken, en iglo's bouwen.

#### Lente
Tijdens de lente is het Lentefestival aan de gang. Kinderen kunnen op zoek gaan naar paaseieren, verschillende spellen spelen, dansen of rolschaatsen. In de buurt groeien wilde bloemen waar Sims eventueel allergisch op reageren. De feestdag Liefdesdag lijkt op Valentijnsdag.
Regen en zelfs onweersbuien komen in de lente voor. Sims kunnen dan een paraplu gebruiken om droog te blijven.

#### Zomer
In de zomer kan een Sim met een luchtmatras op zee drijven. Sims kunnen zelfbruiner gebruiken of op natuurlijke wijze bruinen, met de kans dat ze zich verbranden. Voetballen is ook een van de nieuwe mogelijkheden en Sims kunnen naar het Zomerfestival gaan. De feestdag in de zomer is Lummeldag.

### Weersteen
Jaargetijden in combinatie met De Sims 3: Bovennatuurlijk voegt de Weersteen toe. Die ziet eruit als een soort totempaal en heeft de eigenschap om het weer aan te passen.
Elk bovennatuurlijk wezen heeft de mogelijkheid een specifiek weereffect op te roepen:
Heksen/tovenaars
Groene regen die Sims gek maakt maar ze worden niet nat.
Vampiers
Koude mist die ervoor zorgt dat vampiers makkelijker een prooi kunnen vinden.
Feeën
Alle zieke en dode bloemen en planten zullen terug gezond worden. Ten slotte zal een regenboog verschijnen en regent het bloemen.
Weerwolven
Het sneeuwt metalen en edelstenen.

### Alien
Het "monster" in dit pakket is een alien. Aliens vliegen rond in ufo's en hebben speciale krachten. Ze kunnen bijvoorbeeld invasies plannen op openbare kavels en andere Sims ontvoeren. Wanneer een Sim ontvoerd is, zal, ongeacht of het een man of vrouw is, deze zwanger terugkomen. Het kind zal dan een alien zijn. Aliens kunnen een parttimebaan als buitenaards proefkonijn in het wetenschapslab kiezen.

### Online daten
Op vraag van veel spelers voegde EA Games, online datingprofielen aan het spel toe. De speler kan een profiel aanmaken en volledig aanpassen. Sims kunnen dan op zoek gaan naar een potentiële geliefde, met hem of haar chatten en eventueel ontmoeten. Het is ook mogelijk om liefdesbrieven te schrijven.

## Speciale edities

### Limited Edition
Dit bevat het volledige uitbreidingspakket, plus een lounge met 12 nieuwe voorwerpen en meubels zoals een bar, barkrukken en tafels gemaakt uit ijs.

### De Sims 3 plus De Sims 3: Jaargetijden
Hierin zit De Sims 3 met het uitbreidingspakket Jaargetijden. Extra voorwerpen zijn niet toegevoegd.